# Ріо-Лінда (Каліфорнія)
Ріо-Лінда (англ. Rio Linda) — переписна місцевість (CDP) в США, в окрузі Сакраменто штату Каліфорнія. Населення — 15 944 особи (2020).

## Географія
Ріо-Лінда розташоване за координатами 38°41′15″ пн. ш. 121°26′30″ зх. д. / 38.68750° пн. ш. 121.44167° зх. д. (38.687536, -121.441766).  За даними Бюро перепису населення США в 2010 році переписна місцевість мала площу 25,65 км², уся площа — суходіл.

## Демографія
Згідно з переписом 2010 року, у переписній місцевості мешкало 15 106 осіб у 4792 домогосподарствах у складі 3630 родин. Густота населення становила 589 осіб/км².  Було 5129 помешкань (200/км²).
Расовий склад населення:
| - 77,1 % — білих - 4,4 % — азіатів - 2,4 % — чорних або афроамериканців - 1,6 % — корінних американців - 0,4 % — вихідців з тихоокеанських островів - 8,6 % — осіб інших рас |

До двох чи більше рас належало 5,4 %. Частка іспаномовних становила 20,1 % від усіх жителів.
За віковим діапазоном населення розподілялося таким чином: 27,1 % — особи молодші 18 років, 62,5 % — особи у віці 18—64 років, 10,4 % — особи у віці 65 років та старші. Медіана віку мешканця становила 35,9 року. На 100 осіб жіночої статі у переписній місцевості припадало 101,0 чоловіків;  на 100 жінок у віці від 18 років та старших — 98,5 чоловіків також старших 18 років.
Середній дохід на одне домашнє господарство  становив 62 165 доларів США (медіана — 52 500), а середній дохід на одну сім'ю — 68 085 доларів (медіана — 56 298). Медіана доходів становила 48 594 долари для чоловіків та 40 837 доларів для жінок. За межею бідності перебувало 18,7 % осіб, у тому числі 22,4 % дітей у віці до 18 років та 9,0 % осіб у віці 65 років та старших.
Цивільне працевлаштоване населення становило 5833 особи. Основні галузі зайнятості: освіта, охорона здоров'я та соціальна допомога — 19,3 %, роздрібна торгівля — 12,9 %, публічна адміністрація — 9,7 %, будівництво — 9,5 %.